# Vilémov (Humpolec)
Vilémov (německy Wilhelmau) je vesnice, část města Humpolec v okrese Pelhřimov. Nachází se asi 2 km na východ od Humpolce. V roce 2009 zde bylo evidováno 107 adres. V roce 2001 zde trvale žilo 188 obyvatel.
Vilémov leží v katastrálním území Vilémov u Humpolce o rozloze 0,27 km2.